# Realizacija (verovatnoća)
U verovatnoći i statistici, realizacija, posmatranje ili posmatrana vrednost slučajne promenljive je vrednost koja se stvarno posmatra (ono što se zaista dogodilo). Sama slučajna varijabla je proces koji diktira kako dolazi do posmatranja. Statističke veličine izračunate iz realizacija bez primene statističkog modela često se nazivaju „empirijskim“, kao u empirijskoj funkciji distribucije ili empirijskoj verovatnoći.
Konvencionalno, da bi se izbegla zabuna, velika slova označavaju slučajne promenljive; odgovarajuća mala slova označavaju njihove realizacije.

## Formalna definicija
U formalnijoj teoriji verovatnoće, slučajna promenljiva je funkcija X definisana iz prostora uzorka Ω u merljivi prostor koji se naziva prostor stanja. Ako je element u Ω mapiran u element u prostoru stanja pomoću X, onda je taj element u prostoru stanja realizacija. Elementi prostora uzorka mogu se posmatrati kao sve različite mogućnosti koje bi se mogle desiti; dok se realizacija (element prostora stanja) može smatrati vrednošću koju X dostiže kada se jedna od mogućnosti desila. Verovatnoća je mapiranje koje dodeljuje brojeve između nule i jedan određenim podskupovima prostora uzorka, odnosno merljivim podskupovima, ovde poznatim kao događaji. Podskupovi prostora uzorka koji sadrže samo jedan element nazivaju se elementarni događaji. Vrednost slučajne promenljive (tj. funkcije) X u tački ω ∈ Ω,
{\displaystyle x=X(\omega )}
naziva se realizacija od X.

## Napomene
1. ↑  Slučajna promenljiva ne može biti proizvoljna funkcija; potrebno je da zadovolji druge uslove, odnosno da bude merljiva sa ukupnim integralom 1.